# Samuel Bottomley
Samuel James Bottomley (* 14. Juli 2001 in Bradford, Grafschaft West Yorkshire, England, Vereinigtes Königreich) ist ein britischer Fernseh- und Filmschauspieler.

## Leben und Karriere
Samuel Bottomley wuchs in seiner Geburtsstadt Bradford auf. Als Kind wurde bei ihm Dyslexie festgestellt und er hatte Schwierigkeiten in der Schule. Um „seine Energie in etwas positives zu kanalisieren“, wurde er Mitglied einer örtlichen Schauspielgruppe. Dort hörte er von einem Casting zu Paddy Considines Spielfilm Tyrannosaur – Eine Liebesgeschichte (2011) und erhielt als 8-Jähriger den Zuschlag für den Part des Samuel. Considine gab ihm den Rat, keine professionelle Schauspielschule zu besuchen, um nicht seine Natürlichkeit zu verlieren. Bis zu Beginn der 2020er-Jahre war er mit Gast- und Hauptrollen in über 20 Film- und Fernsehproduktionen zu sehen.
2014 wurde er Student an der The Yorkshire School of Acting-Schauspielschule.
Im Jahr 2023 brachte Bottomley die Nebenrolle des Aaron in der britischen Fernsehserie Somewhere Boy eine Nominierung für den britischen Fernsehpreis BAFTA ein. Darin war er als Jugendlicher zu sehen, der mit dem Einzug seines traumatisierten, verwaisten Cousins (Lewis Gribben) konfrontiert wird. Im selben Jahr bekleidete er eine größere Rolle in Molly Manning Walkers preisgekrönten Spielfilm How to Have Sex an der Seite von Mia McKenna-Bruce. Daraufhin wurde Bottomley gemeinsam mit seiner Filmpartnerin vom britischen Branchendienst Screen International zu den „Stars of Tomorrow“ gezählt.

## Filmografie (Auswahl)
- 2011: Tyrannosaur – Eine Liebesgeschichte (Tyrannosaur)
- 2012: Private Peaceful – Mein Bruder Charlie
- 2016: Jericho (Fernsehserie)
- 2017: Ghost Stories
- 2021: Alle reden von Jamie
- 2021: Sundown – Geheimnisse in Acapulco (Sundown)
- 2022: Somewhere Boy (Fernsehserie, 8 Folgen)
- 2023: How to Have Sex

## Auszeichnungen
- 2023: Nominierung für den British Academy Television Award – Somewhere Boy (Bester Nebendarsteller)
- 2023: Screen International – „Star of Tomorrow“ (Schauspiel)